# Feeney Peak
Feeney Peak är en bergstopp i Antarktis. Den ligger i Västantarktis. Nya Zeeland gör anspråk på området. Toppen på Feeney Peak är 1 210 meter över havet, eller 462 meter över den omgivande terrängen. Bredden vid basen är 5,1 km.
Terrängen runt Feeney Peak är huvudsakligen kuperad. Trakten är obefolkad. Det finns inga samhällen i närheten. 